# Ezio Tarantelli
Ezio Tarantelli, född 11 augusti 1941 i Rom, död 27 mars 1985 i Rom, var en italiensk professor i nationalekonomi. Han mördades av den vänsterextremistiska terroristorganisationen Röda brigaderna under blyåren.

## Biografi
Tarantelli avlade 1965 doktorsexamen vid La Sapienza i Rom. Senare kom han att forska vid bland annat universitetet i Cambridge i England och Massachusetts Institute of Technology (MIT) i USA. Vid det senare lärosätet samarbetade han med Robert Solow och Franco Modigliani. Tillsammans med Modigliani skrev Tarantelli flera uppsatser och artiklar. I USA träffade Tarantelli sin blivande hustru, Carole Beebe (född 1942).
År 1966 ingick Tarantelli i forskningsavdelningen vid Banca d'Italia och åren 1970–1973 var han medlem av bankens styrelse. År 1976 utnämndes han till professor i ekonomisk politik vid Istituto Cesare Alfieri i Florens och år 1983 blev han professor i samma ämne vid La Sapienza i Rom.
Tarantelli undervisade i industriella relationer vid tre lärosäten: MIT, University of California och Istituto universitario europeo i Florens. År 1981 grundade Tarantelli Institutet för arbetsekonomiska studier, vilket var anslutet till fackorganisationen Confederazione Italiana Sindacati Lavoratori (CISL); Tarantelli förde ett nära samarbete med CISL:s generalsekreterare Pierre Carniti.

### Mordet
Efter en föreläsning vid La Sapienza den 27 mars 1985 attackerades Tarantelli av två medlemmar av Röda brigaderna på universitetets parkeringsplats och sköts ihjäl. Röda brigaderna offentliggjorde efter mordet en kommuniké, i vilken man motiverade dådet. Röda brigaderna ansåg att Tarantelli som CISL-konsult hade bedrivit en ekonomisk politik som högeligen missgynnade arbetarklassen och försvårade dess materiella välfärd. Enligt Röda brigaderna var Tarantelli en av storkapitalets hantlangare som hade medverkat till att upprätthålla det förhatliga klassamhället.